# Meckesheim

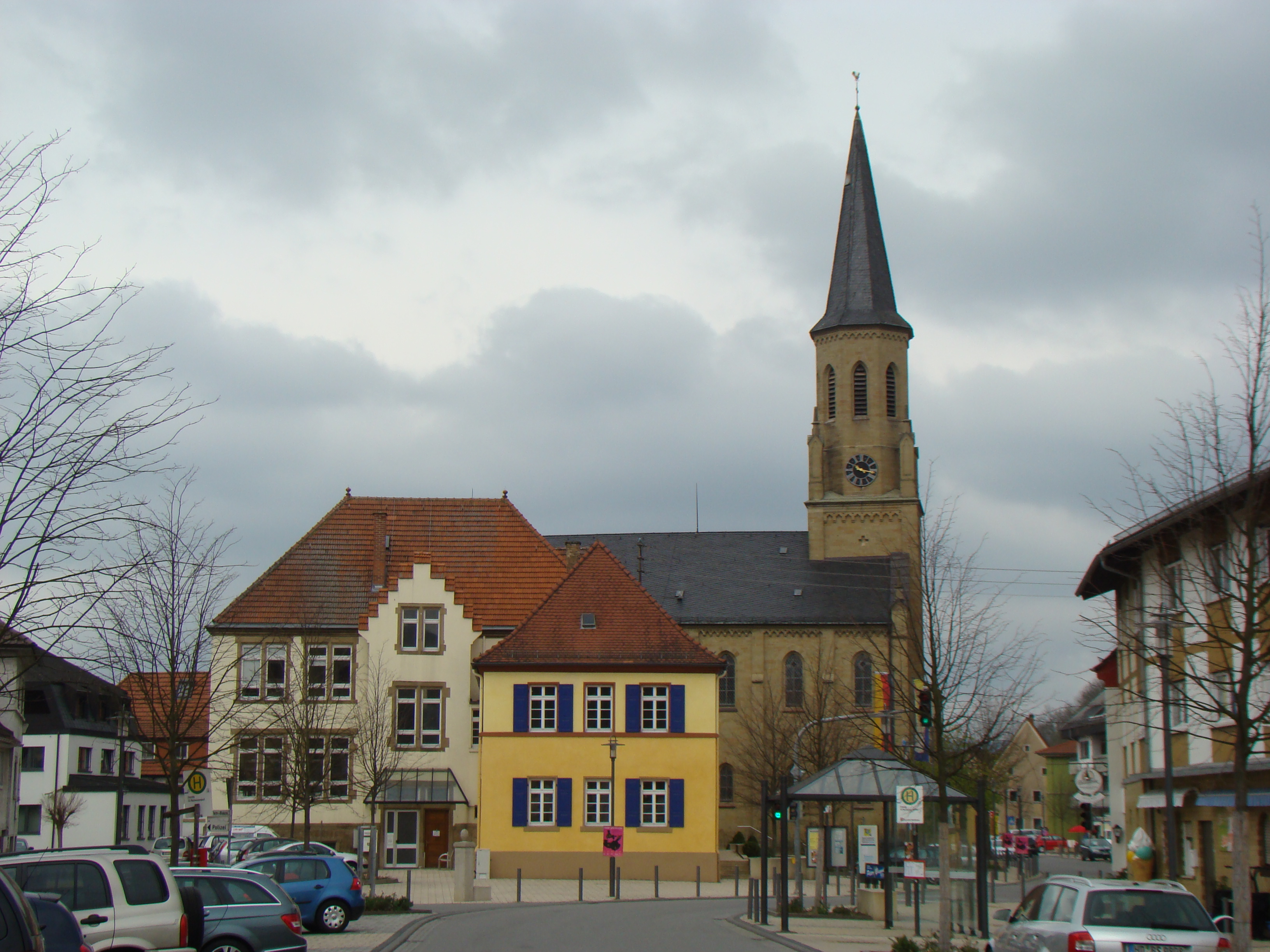
Ortsmitte Meckesheims

Meckesheim (kurpfälzisch [ˈmɛksə]) ist eine Gemeinde im baden-württembergischen Rhein-Neckar-Kreis. Sie besteht aus den Teilorten Meckesheim (Hauptort) und Mönchzell (Ortsteil).

## Geographie

### Lage und Naturraum
Meckesheim liegt im Kraichgau ca. 13 km (Luftlinie) südöstlich von Heidelberg an der Elsenz. In die Elsenz fließen auf Meckesheimer Gemarkung die Lobbach, der Schwarzbach und das Rohrbächle.
Die Gemarkung erstreckt sich über eine Höhe von 135 Metern (Gemarkungsgrenze Mauer) bis 267 Metern (Mönchzeller Reichelsberg). Die Gemarkungsgröße umfasst 1633 Hektar (462 Hektar entfallen auf den Ortsteil Mönchzell). Davon sind 14,1 Prozent Siedlungs- und Verkehrsfläche, 45,7 Prozent werden landwirtschaftlich genutzt und 38,3 Prozent sind bewaldet.

### Gewässer
Meckesheim wird von der Elsenz durchflossen. Auf der Gemarkung von Meckesheim münden Lobbach und Schwarzbach, sowie das Rohrbächle in die Elsenz (Karte der Gewässer in Meckesheim).
Das untere Schwarzbachtal steht seit 1997 unter Naturschutz. Große Teile der Gemarkung gehören zum Landschaftsschutzgebiet Unteres und Mittleres Elsenztal. Außerdem ist das Gebiet nordöstlich von Elsenz und Schwarzbach Teil des Naturparks Neckartal-Odenwald.

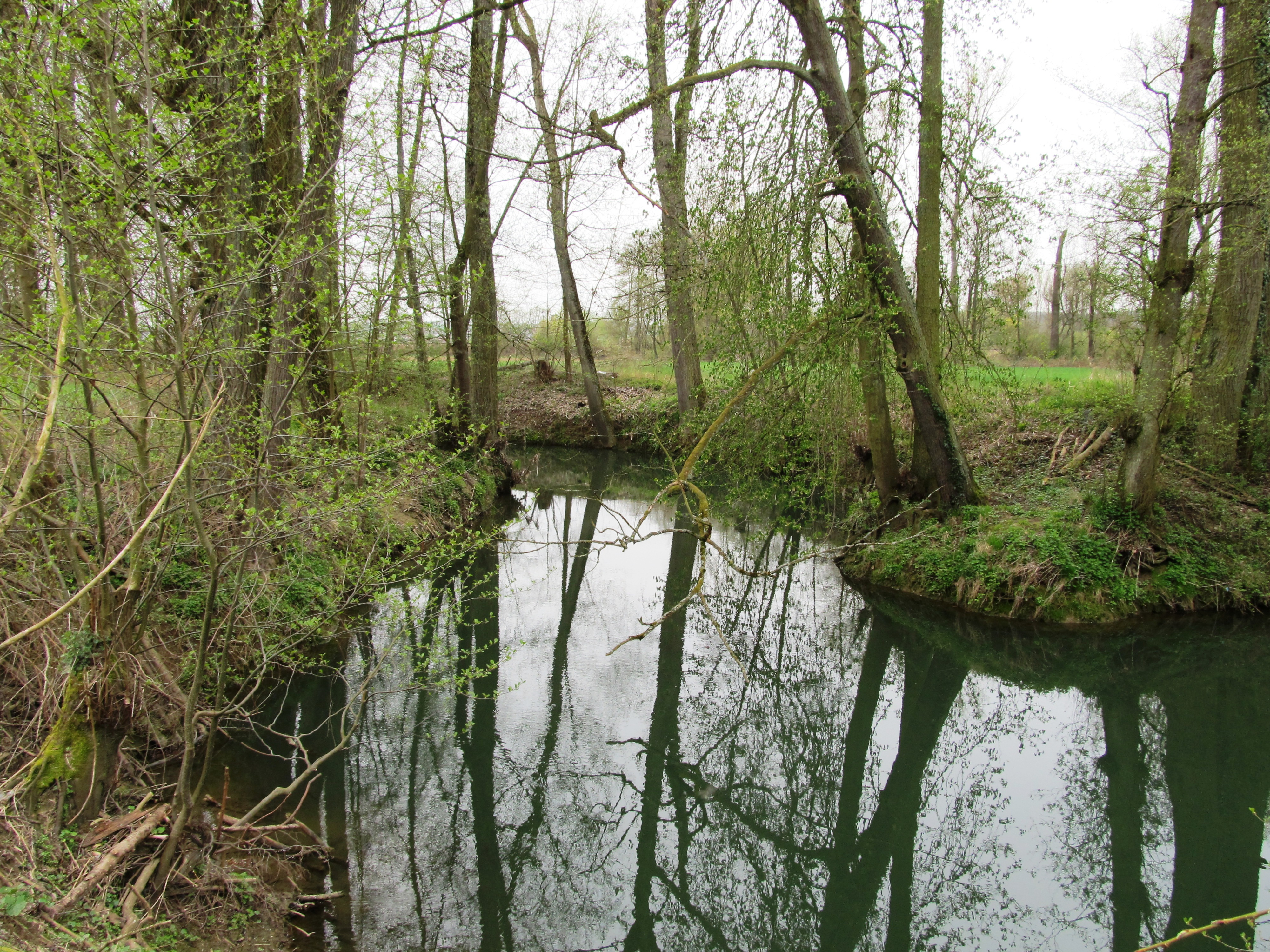
Schwarzbachaue bei Meckesheim

### Nachbargemeinden
Angrenzende Gemeinden sind, beginnend im Norden im Uhrzeigersinn, Mauer, Wiesenbach, Lobbach, Spechbach, Eschelbronn, Zuzenhausen, Dielheim und Wiesloch.

### Gemeindegliederung
Neben dem Dorf Meckesheim gehört seit der kommunalen Gebietsreform noch das nordöstlich gelegene Dorf Mönchzell zur Gemeinde. Der Weiler Meckesheimerhof im Westen entstand ab 1964 im Zuge einer Flurbereinigung.

## Geschichte

### Römische Zeit
Eine Römerstraße führte von Heidelberg über Waldhilsbach, Meckesheim, Mönchszell und weiter zum Obergermanisch-Raetischen Limes und überquerte bei Meckesheim das noch sumpfige Elsenztal.

### Fränkische Zeit

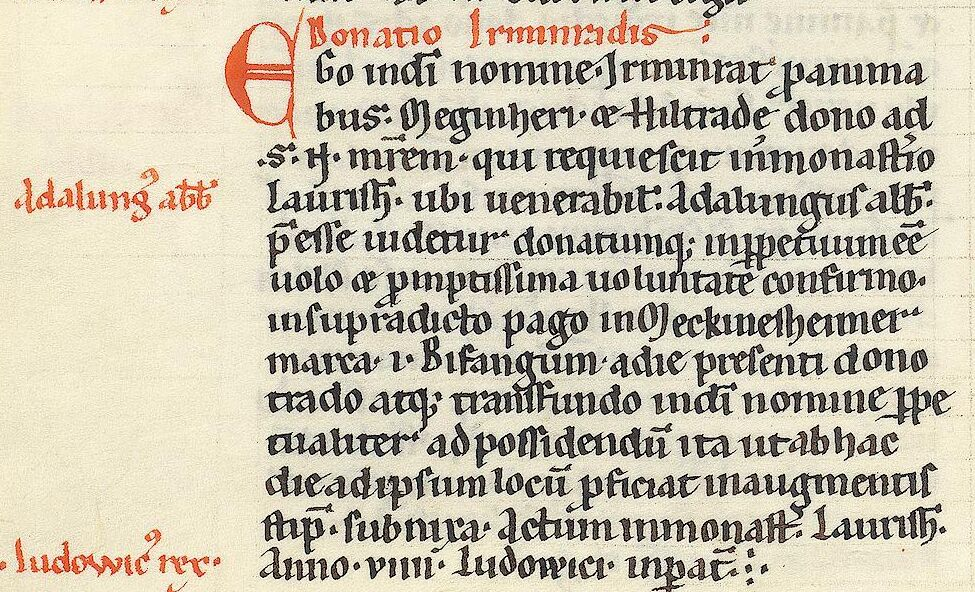
Auschschnitt aus dem Lorscher Codex mit der Erwähnung von Meckinesheim in Zeile 8

Meckesheim wurde erstmals 822 im Lorscher Codex als Meckinesheim erwähnt und ist vermutlich eine fränkische Siedlung, die ihren Namen von einem Stammesfürsten Mekin (o. ä.) erhielt. Die östlich des Dorfes gelegene Ruine der Martinskirche ist eine der ältesten Pfarrkirchen der Gegend. Sie wurde wahrscheinlich in der Zeit der fränkischen Landnahme im 6. oder 7. Jahrhundert errichtet.

### Vorkurpfälzische Zeit
Die 1295 bezeugte Meckesheimer Zent entwickelte sich zum Hochgerichtsbezirk und umfasste mehrere Gemeinden. Zuvor waren die Grafen von Katzenelnbogen damit belehnt. Ab 1299 übte Berthold, der königliche Vizejustiziar von Wimpfen, die Vogtei aus. Um 1325 gehörte Meckesheim zum Reichslehen der Herren von Weinsberg. Für diese Zeit werden auch das Kirchenpatronatsrecht zu "Mekkisheim" und das dortige Zentgericht erwähnt. Das Zentgericht wurde als "Waldpotengericht", d. h. als Gericht des waltenden Boten, bezeichnet.

### Kurpfälzische Zeit
1330 gelangte das Dorf an die Pfalzgrafen. 1347 verpfändete es Pfalzgraf Ruprecht I. an Engelhard von Hirschhorn. Er hatte das Meckesheimer Zentgericht bereits 1346 nach Neckargemünd verlegt. Die Ortsherrschaftsrechte lagen nach einigen Verpfändungen ab 1369 beim pfälzischen Amt Dilsberg. Im Gegensatz zu den umliegenden grundherrlichen Orten war in Meckesheim weit über die Hälfte des Bodens freies bäuerliches Eigentum.
Im Dreißigjährigen Krieg war der Ort mehrfach umkämpft, so dass die Bevölkerungszahl von 570 auf 80 schrumpfte. Auf der Elsenzbrücke kam es 1622 zu einem Gefecht zwischen den vorrückenden Truppen Tillys und den bedrängten Truppen des Ernst von Mansfeld. Im Pfälzischen Erbfolgekrieg wurde der Ort am 10. August 1689 durch Truppen Melacs niedergebrannt. 1722 vernichtete eine Feuersbrunst fast das gesamte Dorf. 96 Häuser verbrannten, darunter auch die Kirche, das Rathaus und das Schulhaus, und nur 5 bis 7 Häuser blieben von den Flammen verschont. Obwohl die „freien Meckesheimer Bauern“ keinem Adelsgeschlecht, sondern der Kurpfalz direkt unterstanden, mussten auch sie den Zehnten abliefern, nämlich zu zwei Dritteln an das Stift vom Heiligen Geist in Heidelberg und zu einem Drittel an die kurpfälzische Hofkammer.
1782 wurde die hölzerne Brücke über die Elsenz durch eine aus Stein ersetzt.

### Unter dem Großherzogtum bis zur Badischen Republik
1803 gelangte der Ort an Baden. Während der Koalitionskriege quartierte sich von November 1813 bis Juli 1814 der russisch-kaiserliche Artilleriepark mit 12.339 Mann in Meckesheim ein; eine enorme Belastung für das damals 743 Seelen zählende Dorf.
Besonders wichtig für die Wirtschaft in Meckesheim und Umgebung war 1862 die Errichtung des Bahnhofes durch die Großherzoglich Badische Staatseisenbahnen. Damit waren Meckesheim und die Nachbarorte an die Bahnstrecken nach Heidelberg und Heilbronn (seit 1869) angebunden.
Meckesheim wählte vor dem Ersten Weltkrieg nationalliberal. Zu Beginn der Weimarer Republik waren die Sozialdemokraten stärkste Kraft im Ort, die dann von der NSDAP überholt wurden. Bei der Reichspräsidentenwahl vom 10. April 1932 stimmten 66 % für Adolf Hitler. Bei der Reichstagswahl vom 6. November 1932 bekam die NSDAP wiederum 66 Prozent der Stimmen. Bei der Reichstagswahl vom 5. März 1933 wählten 69,7 Prozent die NSDAP (Reichsdurchschnitt 33,1 Prozent).
Während des Zweiten Weltkrieges bombardierten amerikanische Truppen im März 1945 das Bahnhofsgebiet.

### Zweiter Weltkrieg
Im Zweiten Weltkrieg stürzte 1944 ein mit Brandbomben beladenes, viermotoriges amerikanisches Kampfflugzeug mit fünf Passagieren oberhalb des Buchenwalds beim Spechbacherweg ab. Alle Insassen starben bei dem Absturz und wurden in Eschelbronn beerdigt. An einem Sonntag im Oktober 1944 gegen 11 Uhr stürzte ein amerikanisches Jagdflugzeug im Gewann „Oberes Bemannsbruch“ ab, wobei der Pilot ums Leben kam. Zwei Tage später stürzte ein deutsches Jagdflugzeug im Gewann „Fürthteich“ ab. Der Pilot überlebte den Absturz mit beidseitigen Beinbrüchen. Insbesondere in den Monaten Januar bis März 1945 stand die Gemeinde unter Beschuss, weswegen die Felder nur noch während der Nacht bestellt wurden. Im März 1945 wurde zudem die Schwarzbachbrücke (Bahnbrücke) beschossen, jedoch nicht getroffen. Beim Beschuss fahrender Züge kamen mehrere Menschen ums Leben oder wurden verletzt. Bei Bombenangriffen, die am 24. März 1945 zwischen 7.15 und 7.30 Uhr geflogen wurden, wurden die folgenden Bauwerke zerstört:
- das gemeindeeigene Wohnhaus (Beamtenwohnhaus) Zeppelinstraße 2–4 mit vier Wohnungen
- das Bahnhofsgebäude, teilweise mit Wohnung und Bahnhofsgastwirtschaft
- das Wohnhaus in der Bahnhofstraße 36 mit zwei Wohnungen
- die Villa in der Schatthäuserstraße 1

Weitere Beschüsse fanden vom 31. März auf den 1. April 1945 statt. Dabei wurden Gebäude in Nähe des Bahnhofs, in der Ortsmitte und auf dem Berg beschädigt, darunter auch die Turnhalle der Gemeinde, die von einem Artillerie-Geschoss getroffen wurde und dabei deren Turm und Vorderfront zerstört wurden. In der Hindenburgallee (später Friedrichsallee) hatten mehrere Gebäude Einschusslöcher und einige Dächer waren abgedeckt. Im Gewann „Ölerde“ lagen sich amerikanische und im Gewann „Plötzberg“ deutsche Soldaten im Infanteriekampf mit Artillerie-Unterstützung gegenüber. 17 Soldaten und Zivilpersonen aus der Gemeinde kamen bei Kämpfen um Meckesheim ums Leben. Als deutsche Soldaten die Information streuten, dass Meckesheim nicht mehr verteidigt werden solle, zogen sich diese Richtung Mosbach und Heilbronn zurück. Insgesamt fielen im Zweiten Weltkrieg über hundert Soldaten aus Meckesheim. Fünfzig weitere wurden als vermisst gemeldet.
Am 1. April 1945 wurde Meckesheim um 11.30 Uhr von amerikanischen Soldaten besetzt, die von Mauer kommend mit einem deutschen besetzen Beutepanzer in Meckesheim einfuhren, die Friedrichstraße passierten, in der Brauerei Mall einen Mann mitnahmen und weiter zum Bürgermeister August Kirsch fuhren. Auf Anweisung der Besatzer, mussten als Zeichen der „Kapitulation von Meckesheim“ alle Wohngebäude weiß beflaggt werden. Gegen 16 Uhr gab es eine Hausdurchsuchung nach Waffen und Soldaten. Das Schulgebäude, das Rathaus, das Gasthaus „zum Löwen“ und einige andere Häuser wurden zum Quartier der amerikanischen Soldaten umfunktioniert. Die Bewohner mussten ihre Häuser und Wohnungen verlassen, ohne persönliche Dinge mitzunehmen. Sie durften den Hof dreimal täglich zur Fütterung der Nutztiere betreten. In der Hindenburgallee lagerten die amerikanischen Soldaten Betriebsstoff und sonstige Versorgungsgüter.
Da die Nachbargemeinde Zuzenhausen noch von deutschen Soldaten verteidigt wurde, schlugen weiterhin einige deutsche Artillerie-Geschosse auf der Meckesheimer Gemarkung ein. Im Gewann „Obere Gottsäcker“ entstand Schaden, als eine motorisierte, amerikanische Artillerie-Batterie auffuhr und Zuzenhausen beschoss. Einige amerikanische Soldaten in Meckesheim wurden für die Kämpfe um Zuzenhausen zusammengezogen. Die amerikanische Besatzung Meckesheim dauerte etwa ein halbes Jahr. Im Januar 1956 kamen die letzten beiden Meckesheimer Einwohner aus sowjetischer Gefangenschaft zurück.

### Baden-Württembergische Gemeinde, Gemeindeverwaltungsverband
Nach dem Zweiten Weltkrieg nahm die Gemeinde 500 Vertriebene auf. Meckesheim wandelte sich von einer landwirtschaftlich geprägten Gemeinde, die 1960 noch 102 Bauernhöfe besaß, zum Standort kleiner und mittelständischer Unternehmen und Wohnort für Auspendler. Zur über Jahrzehnte dominierenden politischen Kraft im Ort wurde die CDU.
Ab 1938 gehörte Meckesheim zum Landkreis Heidelberg, der 1973 im Rhein-Neckar-Kreis aufging. Am 31. Dezember 1973 wurde der Nachbarort Mönchzell eingemeindet. Ihre höchste Bevölkerungszahl erreichte die Gemeinde Meckesheim (mit Mönchzell) 1998 mit 5483 Einwohnern. Seit 2000 liegt die Einwohnerzahl etwas über 5.000. 2013 geriet Meckesheim bundesweit in die Schlagzeilen, als sich herausstellte, dass die Gemeinde über Jahre hinweg die Gewerbesteuer nicht eingezogen hatte und die Gewerbesteuer teilweise schon verjährt war. Im Jahr 2016 war Meckesheim wegen eines Containerdorfs für Flüchtlinge in den Schlagzeilen. Dort sollten bis Weihnachten 2016 über 200, vor allem schwarzafrikanische Flüchtlinge aus der Erstaufnahmestelle Sinsheim, untergebracht werden. Die Baugenehmigung wurde am 21. November 2016 vom Verwaltungsgerichtshof Mannheim vorerst außer Kraft gesetzt.
Die Gemeinde ist Mitglied im Gemeindeverwaltungsverband GVV Elsenztal zusammen mit Eschelbronn, Lobbach, Mauer und Spechbach. Den Sitz hat der GVV im Rathaus Meckesheim.

### Einwohnerentwicklung
| Jahr                                | 1439 | 1577 | 1650 | 1727 | 1744 | 1818 | 1852 | 1865 | 1905 | 1939 | 1961 | 1965 | 1970 | 1975 | 1980 | 1985 | 1990 | 1995 | 2000 | 2005 | 2010 | 2015 | 2016 | 2017 | 2018 | 2019 | 2020 | 2021 | 2022 |
| ----------------------------------- | ---- | ---- | ---- | ---- | ---- | ---- | ---- | ---- | ---- | ---- | ---- | ---- | ---- | ---- | ---- | ---- | ---- | ---- | ---- | ---- | ---- | ---- | ---- | ---- | ---- | ---- | ---- | ---- | ---- |
| Einwohner (bis 1970 ohne Mönchzell) | 320  | 570  | 100  | 329  | 400  | 884  | 1032 | 1078 | 1342 | 1656 | 2779 | 3094 | 3395 | 4509 | 4628 | 4759 | 5116 | 5452 | 5365 | 5386 | 5278 | 5044 | 5097 | 5215 | 5230 | 5171 | 5172 | 5200 | 5296 |

Die Grafik zeigt die Bevölkerungsentwicklung unter Zurechnung des Ortsteils Mönchzell auch für die Zeit vor 1974.
- Diagrammdaten:
- Definition |
- Rohdaten |
- Hilfe

## Religionen
Die Gemeinde galt seit der Reformation im 16. Jahrhundert als protestantisch. Der katholische Anteil der Bevölkerung in Meckesheim war im Pfälzer Vergleich unterdurchschnittlich und steigerte sich bis 1925 langsam auf 23 Prozent. Durch die Aufnahme von Heimatvertriebenen erhöhte sich der Anteil nach dem Zweiten Weltkrieg auf ein Drittel.
Seit etwa 1700 waren auch Juden in Meckesheim ansässig. Der Bevölkerungsanteil erreichte im 18. Jh. mit 5 Prozent seinen Höchststand.

## Politik

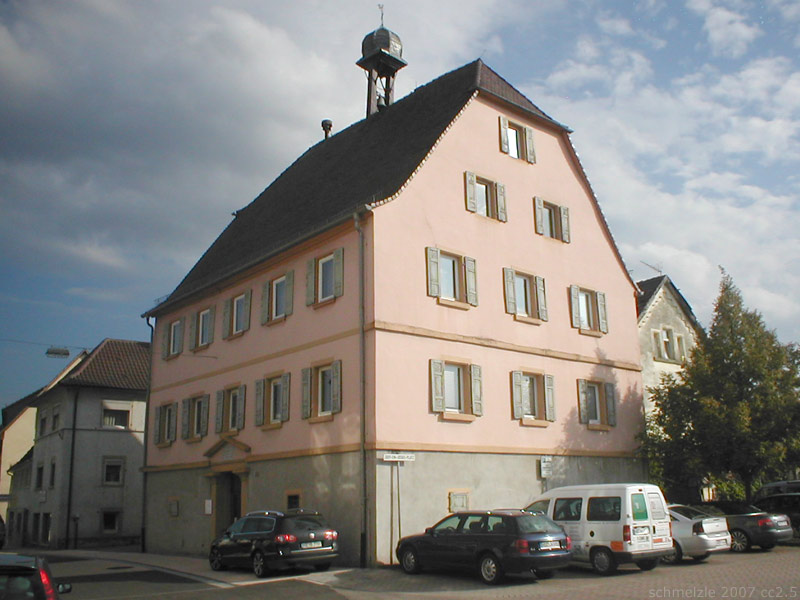
Das ehemalige Rathaus von Meckesheim

### Gemeinderat
Der Gemeinderat hat normalerweise 14 Mitglieder, die alle fünf Jahre direkt gewählt werden. Durch das System der unechten Teilortswahl kommen davon mindestens 3 Gemeinderäte aus dem Ortsteil Mönchzell. Hinzu kommt der Bürgermeister als stimmberechtigter Gemeinderatsvorsitzender.
Bei der Kommunalwahl am 9. Juni 2024 ergab sich zusätzlich ein Ausgleichssitz, sodass der Gemeinderat 15 Mitglieder hat. Insgesamt führte die Wahl 2024 zu folgendem Ergebnis:
| Partei/Liste    | 2024   | 2024   | 2019   | 2019   |
| Partei/Liste    | Anteil | Sitze  | Anteil | Sitze  |
| --------------- | ------ | ------ | ------ | ------ |
| CDU             | 31,4 % | 5      | 30,5 % | 5      |
| M²              | 24,1 % | 4      | 24,2 % | 4      |
| MuM             | 23,5 % | 3      | 26,2 % | 4      |
| SPD             | 21,0 % | 3      | 19,1 % | 3      |
| Wahlbeteiligung | 70,4 % | 70,4 % | 67,5 % | 67,5 % |

Mönchzell ist eine Ortschaft im Sinne der baden-württembergischen Gemeindeordnung. Der Ortsteil hat einen Ortschaftsrat und Ortsvorsteher, der dem Ortschaftsrat vorsteht.

### Bürgermeister

#### Liste der Meckesheimer Bürgermeister und Schultheißen

##### Schultheißen
- 1574 bis 1601 Jörg Brückenweber
- 1601 bis (?) Viniol Hoffmann
- 1657 bis 1658 Hans Konrad Welcker
- 1658 bis 1679 Georg Walter
- 1679 bis 1680 Georg Fabian
- 1680 bis 1685 Leonhard Allespach
- 1685 bis 1688 Andreas Keller
- 1688 bis 1690 Hans Beutelsack
- 1690 bis 1691 Hans Kolb
- 1691 bis 1692 Hans Müller
- 1692 bis 1698 Andreas Zimmermann
- 1698 bis 1699 Martin Welcker
- 1699 bis 1710 Georg Bauer
- 1701 bis 1726 Bartel Schäfer
- 1726 bis 1749 Balthasar Fabian
- 1749 bis 1770 (?) Kilian
- 1770 bis 1780 Georg Welker
- 1780 bis 1781 (?) Kilian
- 1781 bis 1814 Georg Peter Maurer
- 1814 bis 1828 Jakob Friedrich Rausmüller (auch Raußmüller, Rauschenmüller), Gastwirt und Bürgermeister zu Meckesheim
- 1828 bis 1833 (?) Wesch

##### Bürgermeister
- 1833 bis 1846 (?) Wesch
- 1846 bis 1847 Georg Kirsch
- 1847 bis 1856 (?) Glock
- 1856 bis 1868 Johann Adam Kilian
- 1868 bis 1870 (?) Kilian
- 1870 bis 1871 (?) Fabian
- 1871 bis 1883 H. Rothenhöfer
- 1883 bis 1884 Johann Georg Welcker
- 1884 bis 1893 Jakob Stoll
- 1893 bis 1905 Georg Barther
- 1905 bis 1919 Peter Welker
- 1919 bis 1920 Georg Welker
- 1920 bis 1945 August Kirsch
- 1945 bis 1948 Heinrich Dellinger
- 1948 bis 1962 Georg Ludwig
- 1964 bis 1982 Friedrich Soine
- 1982 bis 2000 Manfred Koch
- 2000 bis 2016 Hans-Jürgen Moos
- seit 2016 Maik Brandt

### Ortsvorsteher
Ortsvorsteher des Teilorts Mönchzell ist Marcel Gengenbacher (MuM), Stellvertreterin ist Silke Ohlheiser (M2).

### Wappen
| Wappen der Gemeinde Meckesheim | Blasonierung: „Durch eine eingebogene silberne Spitze, worin ein aus einem blauen Wellenbalken emporkommendes sechsspeichiges halbes schwarzes Mühlrad, gespalten; vorn in Schwarz ein linksgewendeter goldener Löwe, hinten von Blau und Silber schräglinks gerautet.“                                                                                          |
| Wappen der Gemeinde Meckesheim | Wappenbegründung: Das Wappen ist vom Ortssiegel im 18. Jahrhundert abgeleitet und wurde im Jahr 1900 vom Generallandesarchiv verliehen. Der Löwe und die weiß-blauen Rauten stammen aus dem Wappen der Kurpfalz, zu der Meckesheim bis 1802 gehörte. Das aus dem Fluss ragende Mühlrad steht für die drei Wassermühlen, die es auf der Gemarkung Meckesheim gab. |

Die Flagge ist Blau-Weiß-Blau.

### Partnergemeinden
Seit 1971 besteht eine Partnerschaft mit der in der Nähe von Versailles gelegenen Ortschaft Jouy-en-Josas in Frankreich.
2023 wurde eine weitere Partnerschaft mit Harrison/Ohio USA geschlossen.

## Ortsnecknamen
Wie für die umliegenden Dörfer, existiert auch für die Meckesheimer ein Ortsneckname. Sie werden in der Gegend als „Rieweseckel“ oder „Rüwasäckel“ bezeichnet, was auf Hochdeutsch als „Rübensäcke“ wiedergegeben werden kann. Er rührt möglicherweise von der großen Produktion an Rüben-Setzlingen in Meckesheim her. Da damals noch kein Saatgut für Rüben gehandelt wurde, wurden sie vor Ort gezogen und als Setzlinge in die Umgebung verkauft. Die Setzlinge wurden in großen Körben zu je 500 oder 1000 Stück verpackt und mit der Eisenbahn verschickt. Eine andere mögliche Herkunft des Namens rührt von der Bezeichnung „Rieweseckel“ für den Sack, in dem sich die Bauern das Rübensaatgut für die Aussaat um den Hals hängten.
Die Einwohner des Ortsteils Mönchzell werden in der Gegend als „Kiwwelschisser“ oder „Erbsinder“ bezeichnet. Auf Hochdeutsch bedeutet das „Kübelscheißer“ bzw. „Erbsünder“. Die Entstehung des ersten Namens ist zwar für Mönchzell nicht überliefert, aus anderen Orten die den gleichen Necknamen führen ist jedoch bekannt, dass er sich auf Bauern bezog, die ihre Fäkalien in Eimern sammelten, um diese zum Düngen auf die Äcker zu bringen. Der Name Erbsünder rührt der Überlieferung nach daher, dass die Mönchzeller lange Zeit keine eigene Kirche hatten und daher in den umliegenden Gemeinden den Gottesdienst besuchen mussten. Als der Spechbacher Pfarrer eines Tages über die Erbsünde predigte sagte er gerade „Und wo kommt sie her?“, als ein verspätetes Mütterchen aus Mönchzell die Kirche betrat und die Frage mit „Vun Mönchzell, Herr Pfarrer!“ beantwortete. So wurden alle Mönchzeller zu „Erbsündern“.

## Kultur und Sehenswürdigkeiten
Karte der Sehenswürdigkeiten in Meckesheim
- Die nur noch als Ruine erhaltene Kirche St. Martin liegt östlich des Ortes oberhalb der Kreisstraße nach Mönchzell. Sie wurde in der Zeit der fränkischen Besiedlung im 6. oder 7. Jahrhundert errichtet. Von der Kirche sind im Wesentlichen nur die Umfassungsmauern des quadratischen Chores mit einem spitzbogigen Triumphbogen und einem auf 1501 datierten Fenster erhalten. Die Kirche verkam, nachdem die im Ort befindliche Marienkirche im Zuge der Reformation im 16. Jahrhundert Pfarrkirche wurde. Der Friedhof um die Martinskirche wurde noch bis 1817 als Begräbnisstätte benutzt. Im Jahr 1900 wurde im Mauerwerk der Kirche ein römisches Grabrelief gefunden. 1960 wurde die Kirchenruine, 1997 die Einfriedungsmauer gesichert.
- Die evangelische Pfarrkirche wurde 1847–49 anstelle der älteren Marienkirche (später auch Galluskirche) erbaut.
- Die katholische Kirche St. Antonius von Padua wurde 1904 als neuromanischer Bau erbaut. Seit dem Bau einer größeren katholischen Kirche 1962 diente das Gebäude, unter dem Namen Wilhelm-Baden-Haus, bis 2012 als kirchliche Begegnungsstätte. Anschließend ging sie in privaten Besitz über.
- Die katholische Kirche St. Martin in der Au wurde ab 1962 erbaut, nachdem die alte katholische Kirche für die Gemeinde zu klein geworden war. Das Gebäude hat ein sich zum Altar hin verjüngendes Trapez als Grundriss und einen 23 Meter hohen, runden Glockenturm, der ursprünglich höher geplant war, aber wegen des unsicheren Baugrunds in den Elsenzauen niedriger ausgeführt wurde.
- Die neuapostolische Kirche ist ein moderner Zweckbau aus dem Jahr 1958.
- Jüdischer Friedhof Meckesheim

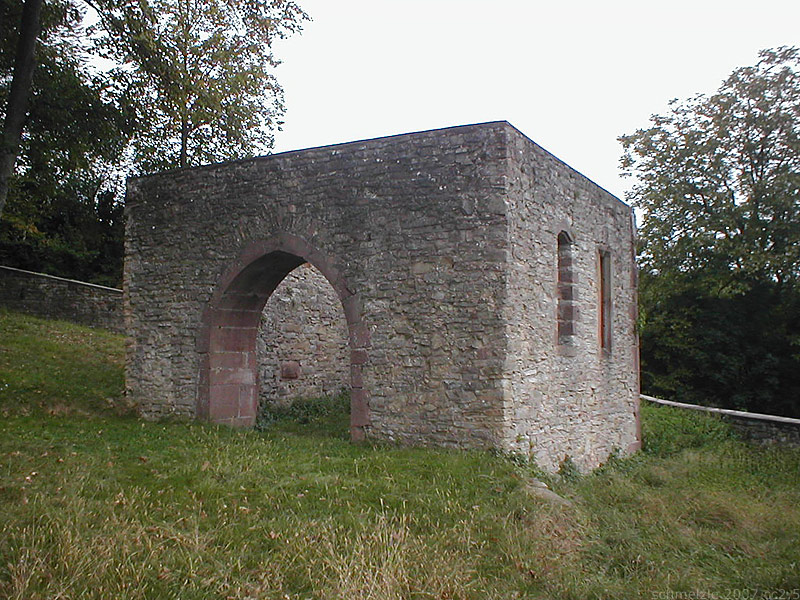
Ruine der alten Martinskirche
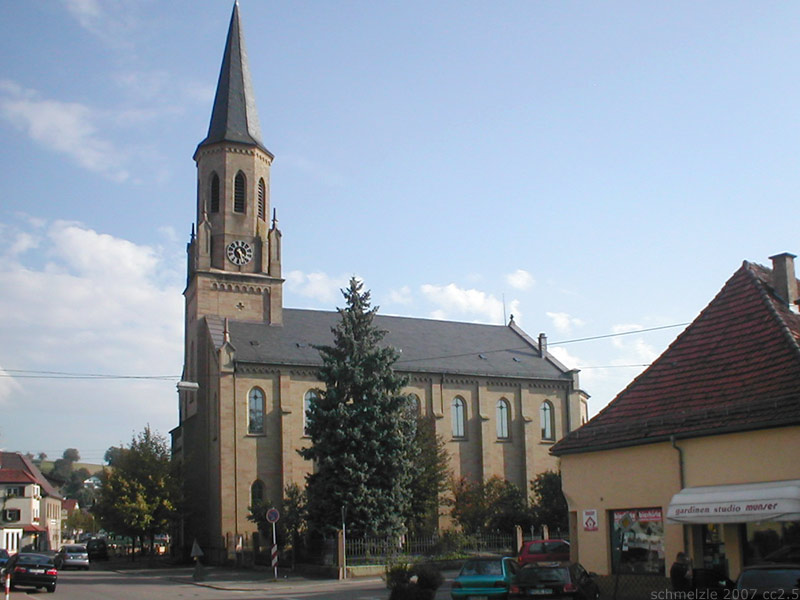
Evangelische Pfarrkirche
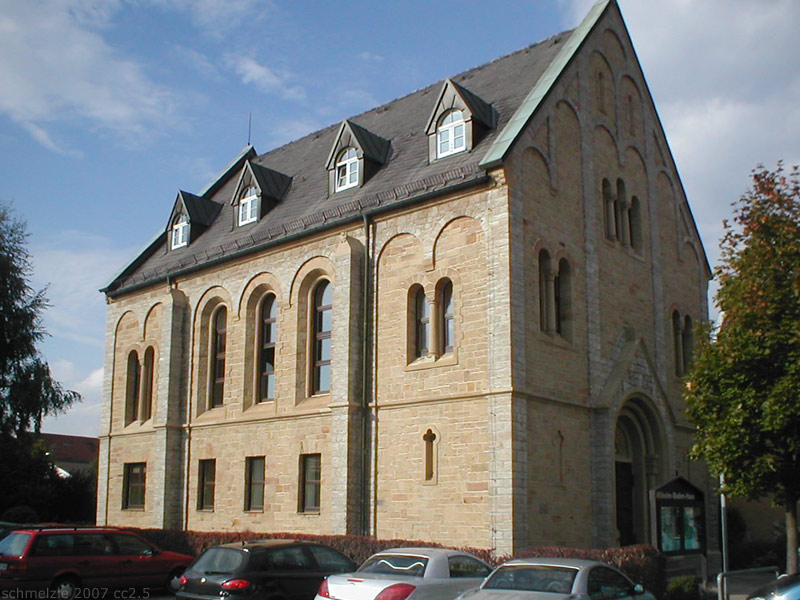
Wilhelm-Baden-Haus
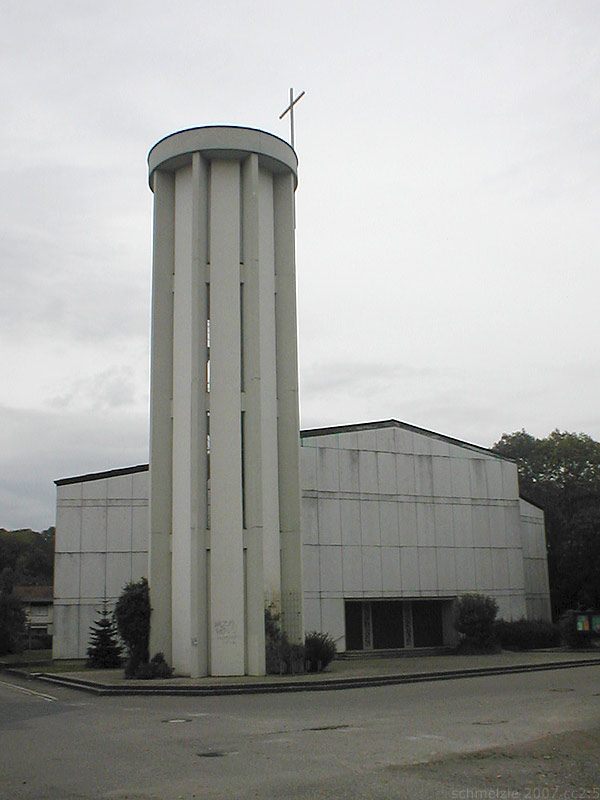
Katholische Kirche St. Martin

- Das Rathaus ist ein Gebäude von 1729, das nach Zerstörung des alten Rathauses bei der Feuersbrunst 1722 im Jahr 1731 von der Gemeinde erworben und später mit einer klassizistischen Fassade versehen wurde.
- Das Schulhaus des Ortes wurde nach dem Brand von 1722 errichtet und 1824 durch einen Neubau ersetzt. Er wurde 1850 und 1904 auf die heutige Größe erweitert.
- Das Wachthaus mit den vorgesetzten Sandsteinsäulen wurde für 1818 für die Nachtwachen errichtet und diente auch als Ortsgefängnis.
- Das Elektrizitätswerk an der Elsenz geht auf eine im Jahr 1719 erstmals erbaute Mühle zurück, die nach vorübergehenden industriellen Nutzung 1908 im Stil des Jugendstils zum Elektrizitätswerk umgebaut wurde.
- Das auf der Elsenzbrücke befindliche Denkmal für Kurfürst Carl Theodor wurde 1782 im Zuge des Brückenbaus errichtet.

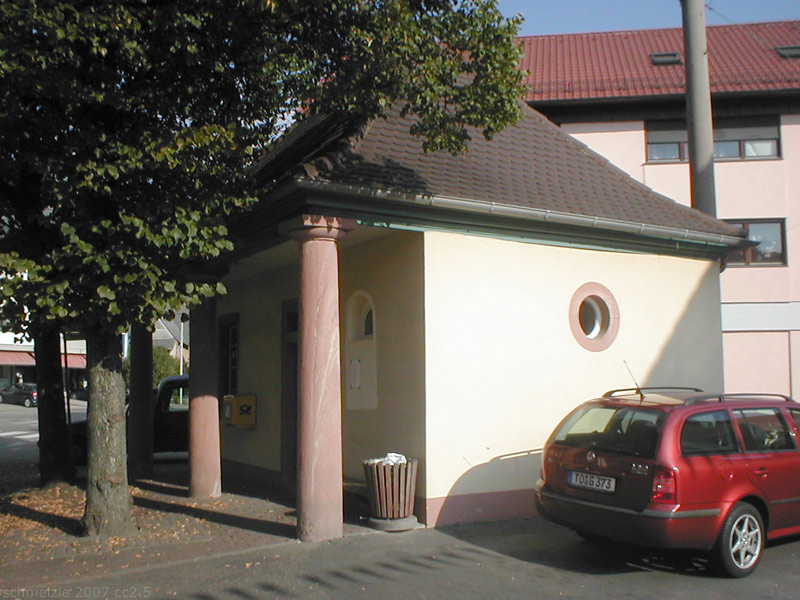
Wachthaus
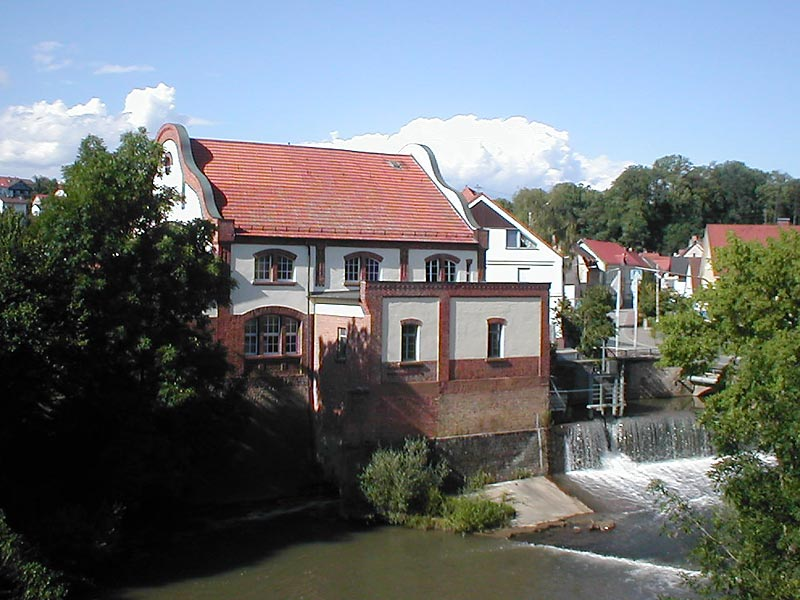
Elektrizitätswerk
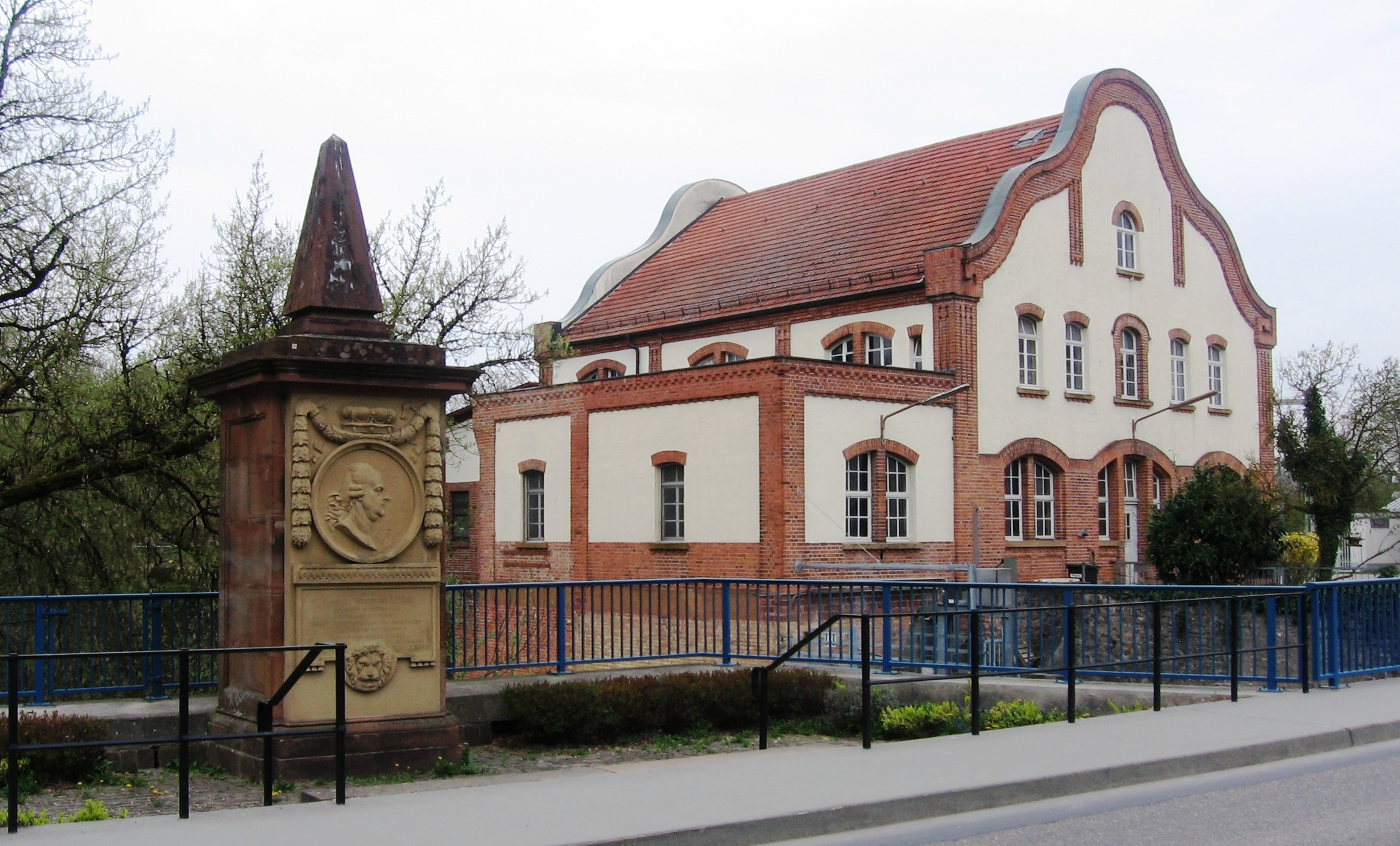
Wasserkraftwerk und Elsenzbrücke mit Denkmal

## Wirtschaft und Infrastruktur

### Verkehr

#### Bahn- und Busverkehr

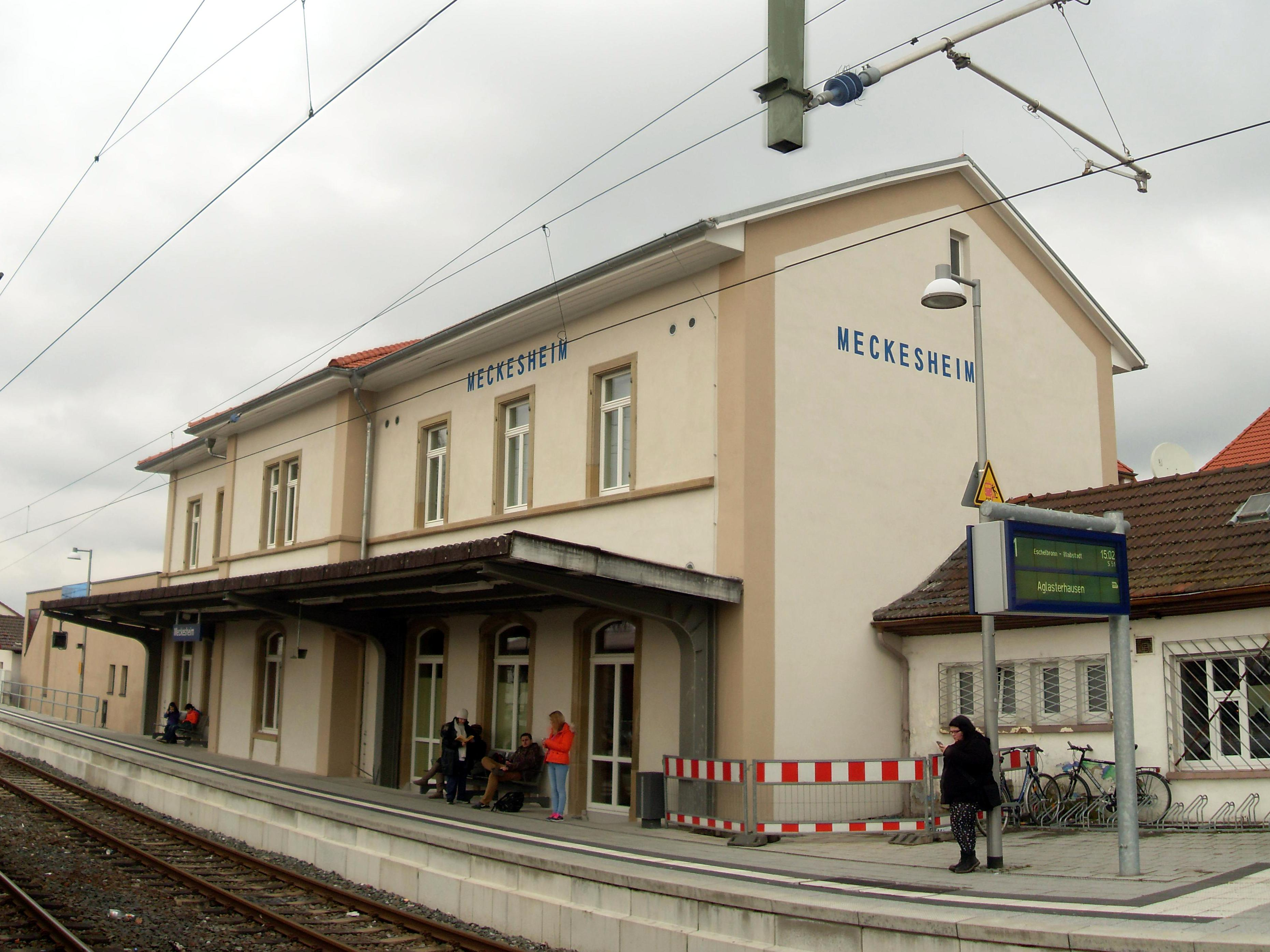
Bahnhofsgebäude in Meckesheim (2014)

Der Bahnhof Meckesheim liegt an der Elsenztalbahn (Neckargemünd–Bad Friedrichshall). Hier zweigt auch die Schwarzbachtalbahn nach Aglasterhausen ab. Beide Strecken sind in das Netz der S-Bahn Rhein-Neckar eingebunden, wodurch umsteigefreie Verbindungen nach Heidelberg und Mannheim bestehen.
Als wichtiger Eisenbahnknotenpunkt ist Meckesheim auch Systemhalt der Regional-Express-Linie Mannheim–Heidelberg–Meckesheim–Bad Friedrichshall–Heilbronn.
Vom Bahnhof aus fährt die Buslinie 743 im Stundentakt über Mönchzell und Lobenfeld nach Waldwimmersbach. Sie hält seit 24. Mai 1998 auf Anregung des Verkehrsforums 2000 auch am Gasthaus Ochsen, womit die zuvor schlechte Erschließung des Gebiets zwischen Ortsmitte und Bahnhof verbessert wurde. Bis 2008 fuhr die Linie unregelmäßiger und nur bis Mönchzell bzw. im Schülerverkehr bis Lobenfeld.
Im Nahverkehrsplan 1998 war eine Schnellbuslinie nach Wiesloch vorgesehen, was jedoch verworfen wurde, da Testfahrten zu einer unpassenden Fahrzeit von 63 Minuten kamen.
1997 war eine Ruftaxilinie nach Spechbach und Waldwimmersbach eingeführt worden. Seit Juli 2018 verkehrt eine Ruftaxilinie zwischen Dielheim und dem Bahnknoten Meckesheim.
Im Schülerverkehr verkehren in Meckesheim die Linie 782 zum Gymnasium Neckarbischofsheim sowie die Linie 748 zwischen dem Schulzentrum Neckargemünd und Waldwimmersbach bzw. Zuzenhausen. Außerdem fährt nachts eine Fahrt – in Wochenendnächten zwei Fahrten – der BRN-Linie 755 (Linienbündel Neckargemünd) aus Heidelberg bzw. Neckargemünd nach Sinsheim und zurück.
Meckesheim gehört zum Tarifgebiet des Verkehrsverbunds Rhein-Neckar.
Historisch beachtenswert ist noch die Bahnstrecke Wiesloch–Meckesheim, die Meckesheim über Schatthausen, Baiertal, Horrenberg, Dielheim und Alt-Wiesloch mit Wiesloch-Stadt und dem Bahnhof Wiesloch-Walldorf verband. Die Strecke wurde 1901 eröffnet. Bereits 1922 wurde der Abschnitt zwischen Schatthausen und Meckesheim wieder stillgelegt. Durch seine Funktion als Eisenbahnknotenpunkt wandelte sich Meckesheim bereits vor dem Zweiten Weltkrieg von einer bäuerlichen zu einer gewerblichen Siedlung.

#### Fernstraßen
Meckesheim liegt an der B 45 (Wöllstadt–Sinsheim), die beim Ausbau 1961/62 aufgrund des zuvor schon starken Durchgangsverkehrs durch den Ort als Umgehungsstraße ausgeführt wurde. Im Süden verläuft die A 6.

#### Radverkehr
Durch Alltagradsrouten aus dem Radnetz Baden-Württemberg ist Meckesheim 
- über Mauer und Wiesenbach mit Neckargemünd,
- über Zuzenhausen mit Sinsheim und
- über Eschelbronn, Neidenstein und Waibstadt mit Mosbach verbunden.

### Bildung

#### Schule
In Meckesheim gibt es seit 2016 eine Gemeinschaftsschule mit einer Grundschule im Ganztagsbetrieb. In Mönchzell gibt es eine Grundschule mit Regelschulbetrieb.

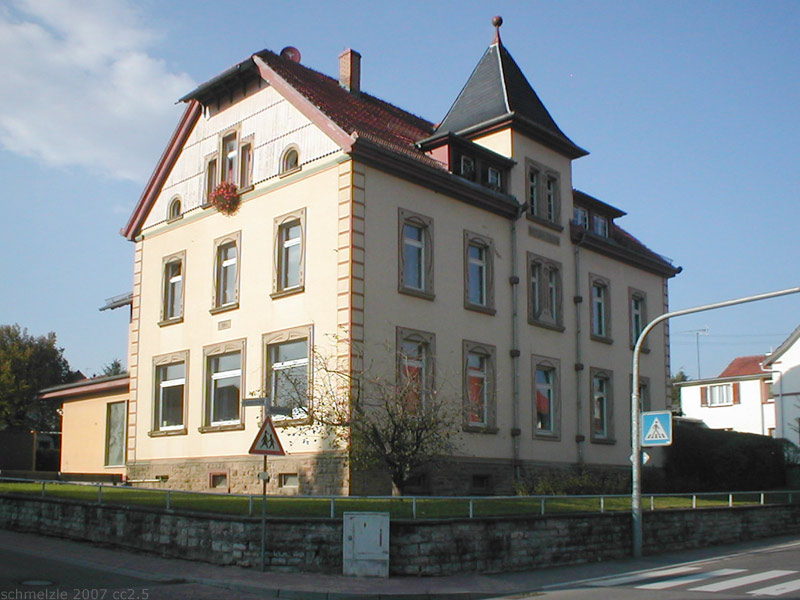
Schule in Mönchzell

Das erste Schulhaus in Meckesheim und Mönchzell war das reformierte Schulhaus, das 1618 erbaut wurde. Zu einem nicht mehr feststellbaren Zeitpunkt wurde von der Gemeinde ein weiteres Schulhaus am Standort der heutigen alten Schule errichtet. Es wurde 1824 abgerissen worden, da es zu klein geworden war und durch die heutige "Alte Schule" ersetzt. Das jetzige Schulgebäude wurde 1967 eingeweiht und trägt seit 1991 den Namen Karl-Bühler-Schule. Den Unterricht aus alter Zeit macht das Schulmuseum "Alte Schulstube" erlebbar.
Die Schule in Mönchzell wurde 1904 gebaut.

#### Sonstiges
2013 eröffnete die Volkssternwarte Meckesheim.

## Persönlichkeiten
- Jakob Friedrich Rausmüller (1767–1846), Gastwirt, Bürgermeister von 1814 bis 1828, Landtagsabgeordneter 1818–1823
- Johann Adam Müller (1769–1832), wurde als „Bauernprophet“ bekannt
- Johann Friedrich Hautz (1797–1862), Gymnasiallehrer und Historiker; Direktor am Großherzoglichen Lyceum in Heidelberg
- Ferdinand Adolf Kehrer (1837–1914), Direktor der Universitäts-Frauenklinik in Heidelberg, führte in Meckesheim am 25. September 1881 den ersten konservativen Kaiserschnitt durch
- Karl Bühler (1879–1963), Psychologe
- Albrecht Müller (* 1938), Politiker (SPD), Autor und Unternehmensberater, in Meckesheim aufgewachsen
- Veit Rosenberger (1963–2016), Althistoriker
- Simone Eckert (* 1966), Musikerin; Trägerin des Echo-Klassik-Preises; Leiterin des international tätigen Alte-Musik-Ensembles Hamburger Ratsmusik
- Stefan Emmerling (* 1966), Fußballspieler und -trainer, in Meckesheim aufgewachsen
- Philipp Klingmann (* 1988), Fußballspieler, in Mönchzell aufgewachsen